# Associazione Sportiva Bari 1946-1947
Questa voce raccoglie le informazioni riguardanti l'Associazione Sportiva Bari nelle competizioni ufficiali della stagione 1946-1947.

## Stagione

Il presidente Annoscia.

Il presidente Annoscia, forte dell'ingresso di nuovi soci, effettua diversi investimenti, in primis l'acquisto di un pullman (usato) per portare la squadra in trasferta (viste le difficoltà incontrate nella stagione precedente) e la riparazione di alcuni danni dello stadio, causati dai bombardamenti (la guerra è finita da appena un anno).

Per questa stagione viene riconfermato l'allenatore Nehadoma (con cui i galletti hanno raccolto cinque punti in tredici partite, nel girone finale del campionato precedente). I giocatori sono a disagio con i metodi del tecnico ungherese, giudicati da Fusco "più adatti ai mezzofondisti" e dopo un pre campionato poco produttivo, nella prima giornata, in casa contro una Lazio giudicata da Antonucci "non irresistibile", il Bari perde 1-3. 

Il Bari dopo la vittoria di Modena. Si riconoscono, da sinistra verso destra: Costagliola, Tavellin, Cavone, Fabbri, Capocasale, Tontodonati, Giammarco che porta in spalla Costantino aiutato da Ragona, Nehadoma (con i caratteristici pantaloni "alla zuava"); in ginocchio Carlini, Fusco (rasato a zero) e Isetto.

Tre giorni dopo Nehadoma viene sostituito da Costantino (l'ungherese sarà accompagnatore della squadra nella trasferta di Modena ma poi andrà via). Costantino schiera contro il Modena una formazione inedita, con Fusco "libero" alle spalle della difesa (questo ruolo non era stato ancora scoperto). I galletti vincono 1-0 fuori casa contro i canarini. Con questo risultato si apre una serie positiva che dura per altre quattro giornate. Alla settima, a Torino, stop contro la Juventus: Costagliola non riesce a trattenere diverse palle che finiscono in porta e i bianconeri vanno a segno per sei volte. Dopo la gara di Torino i pugliesi si aggiudicano l'intera posta in palio nei due seguenti incontri, giocati in casa; Severino Cavone mette a segno i suoi primi due goal. Poi ancora sconfitta di goleada a Genova contro la Sampdoria. Dopo la gara con i blucerchiati Costagliola viene messo a riposo e sostituito da Pipan nell'incontro successivo con il Napoli, in cui i galletti superano di misura i partenopei. C'è interesse attorno al Bari e per la partita contro il capolista Bologna, al della Vittoria, si registra un record d'affluenze. Il Bari vince anche questa gara, grazie a un goal di Spadavecchia a fine primo tempo. Nei restanti sette incontri i biancorossi totalizzano 8 punti. Dopo i due punti ottenuti sulla Roma al della Vittoria, in 15ª giornata, la dirigenza biancorossa rileva Costantino con il già conosciuto András Kuttik, al fine di convertire lo schema di gioco dei galletti dal vecchio metodo al nuovo sistema (che il coach ungherese conosce bene), sempre più usato dalle squadre italiane. L'anziano allenatore ungherese introduce però gradualmente i nuovi dettami di gioco (l'andamento del Bari era già giudicato buono con la vecchia tattica). Nella 17ª giornata, allo stadio di San Siro, il Milan è battuto da una doppietta di Cavone, che acquista sempre più fama nel calcio italiano.
A fine girone d'andata la compagine biancorossa occupa stabilmente il quarto posto con 23 punti, a 5 lunghezze di distanza dalla nuova capolista, il Torino di Valentino Mazzola ed è soprannominata "Stella del Sud".
Due dei giocatori più in forma, Cavone e Maestrelli, s'infortunano il primo a Modena per un'entrata irregolare del canarino Braglia(fratturandosi il braccio; viene poi gettato nella mischia contro la Juventus ma s'infortuna nuovamente) e il secondo nella gara di ritorno con il Livorno. La formazione pugliese perde alcune posizioni in classifica. Cavone e Maestrelli rientrano nell'incontro casalingo con il Torino, lanciato per lo scudetto; per quest'incontro Kuttik ha ultimato le modifiche tattiche del "sistema". La gara contro i granata, finita a reti bianche, viene elogiata dalla stampa, che parla di un Bari accorto. Grazie alla vittoria finale sul Genoa i galletti agguantano a quota 38 punti il settimo posto, record ancora ineguagliato dai biancorossi in massima serie.

## Divise
Le divise per la stagione '46-'47 sono le seguenti:
| Prima divisa | Seconda divisa |

## Organigramma societario
Area direttiva
- Presidente: Tommaso Annoscia

Area tecnica
- Direttore sportivo: Mario Borrelli (con la collaborazione di Raffaele Costantino e del vice presidente Donato Accettura)
- Allenatore: János Nehadoma, da settembre Raffaele Costantino, da gennaio András Kuttik.

## Rosa
| N. |                   | Ruolo | Calciatore           |
| -- | ----------------- | ----- | -------------------- |
|    | Italia (bandiera) | P     | Leonardo Costagliola |
|    | Italia (bandiera) | P     | Silvano Pipan        |
|    | Italia (bandiera) | D     | Alessandro Carlini   |
|    | Italia (bandiera) | D     | Luigi Lenzi          |
|    | Italia (bandiera) | D     | Giulio Pellicari     |
|    | Italia (bandiera) | C     | Francesco Capocasale |
|    | Italia (bandiera) | C     | Onofrio Fusco        |
|    | Italia (bandiera) | C     | Paolo Giammarco      |
|    | Italia (bandiera) | C     | Ivo Isetto           |
|    | Italia (bandiera) | C     | Tommaso Maestrelli   |

| N. |                     | Ruolo | Calciatore           |
| -- | ------------------- | ----- | -------------------- |
|    | Italia (bandiera)   | A     | Ennio Battistelli    |
|    | Italia (bandiera)   | A     | Sabino Cavone        |
|    | Italia (bandiera)   | A     | Camillo Fabbri       |
|    | Ungheria (bandiera) | A     | János Hrotkó         |
|    | Italia (bandiera)   | A     | Vincenzo Orlando     |
|    | Italia (bandiera)   | A     | Alfredo Ragona       |
|    | Italia (bandiera)   | A     | Alfredo Spadavecchia |
|    | Italia (bandiera)   | A     | Guido Tavellin       |
|    | Italia (bandiera)   | A     | Mario Tontodonati    |

## Calciomercato

### Sessione estiva
| Acquisti | Acquisti             | Acquisti     | Acquisti   |
| R.       | Nome                 | da           | Modalità   |
| -------- | -------------------- | ------------ | ---------- |
| A        | Mario Tontodonati    | Pescara      | definitivo |
| D        | Giulio Pellicari     | Verona       | definitivo |
| A        | Guido Tavellin       | Verona       | definitivo |
| A        | Alfredo Spadavecchia | Juventus     | definitivo |
| A        | Alfredo Ragona       | -            | definitivo |
| P        | Silvano Pipan        | Napoli       | definitivo |
| A        | Ennio Battistelli    | Anconitana   | definitivo |
| A        | János Hrotkó         | Kispest      | definitivo |
| A        | Paolo Giammarco      | L.R. Vicenza | definitivo |

| Cessioni | Cessioni           | Cessioni         | Cessioni   |
| R.       | Nome               | a                | Modalità   |
| -------- | ------------------ | ---------------- | ---------- |
| A        | Dante Di Benedetti | Napoli           | definitivo |
| D        | Arcangelo Zerbini  | Vogherese        | definitivo |
| A        | Adriano Minelli    | Piacenza         | definitivo |
| P        | Duilio Santarosa   | Arsenale Taranto | definitivo |
| C        | Bruno Baruzzi      | Cesena           | definitivo |

### Sessione invernale
Dopo la sconfitta con il Genoa la società paga 2 milioni di lire per il centromediano ungherese Janos Borszai, consigliato da Kuttik, ma lo stesso calciatore non ottiene il permesso per emigrare.

## Risultati

### Serie A

#### Girone di andata
| Arbitro: | Silvano (Torino) |

|              |           |                                |
| Tavellin 78’ | Marcatori | 50’, 56’ Puccinelli 59’ Ispiro |

| Arbitro: | Dellarole (Roma) |

|  |           |                  |
|  | Marcatori | 10’ Spadavecchia |

| Brescia 6 ottobre 1946 3ª giornata | Brescia             | 0 – 0 referto | Bari | Stadium di Viale Piave\| Arbitro: \| Bonivento (Venezia) \| |
| Arbitro:                           | Bonivento (Venezia) |               |      |                                                             |

| Arbitro: | Gemini (Roma) |

|                        |           |  |
| Tontodonati 41’ (rig.) | Marcatori |  |

| Arbitro: | Pizziolo (Firenze) |

|                                  |           |                              |
| Spadavecchia 78’ Tontodonati 90’ | Marcatori | 21’ Giorgino 32’ (rig.) Rava |

| Livorno 27 ottobre 1946 6ª giornata | Livorno         | 0 – 0 referto | Bari | Stadio Comunale\| Arbitro: \| Cappucci (Roma) \| |
| Arbitro:                            | Cappucci (Roma) |               |      |                                                  |

| Arbitro: | Carpani (Milano) |

|                                                             |           |  |
| Astorri 27’ Piola 41’, 86’ Korostelev 47’, 52’ Candiani 82’ | Marcatori |  |

| Arbitro: | Zilli (Reggio Emilia) |

|                         |           |  |
| Tavellin 55’ Cavone 85’ | Marcatori |  |

| Arbitro: | Maurelli (Roma) |

|            |           |  |
| Cavone 22’ | Marcatori |  |

| Arbitro: | Pizziolo (Firenze) |

|                                                      |           |              |
| Baldini 22’, 22’ Bassetto 25’, 27’, 34’ Barsanti 46’ | Marcatori | 86’ Tavellin |

| Arbitro: | Vannini (Bologna) |

|             |           |  |
| Carlini 10’ | Marcatori |  |

| Arbitro: | Pizziolo (Firenze) |

|                  |           |  |
| Spadavecchia 42’ | Marcatori |  |

| Arbitro: | Longagnani (Modena) |

|                                         |           |                  |
| Meazza 37’ Carlini 57’ (aut.) Bovio 69’ | Marcatori | 19’ Spadavecchia |

| Arbitro: | Carpani (Milano) |

|  |           |            |
|  | Marcatori | 58’ Cavone |

| Arbitro: | Donati (Milano) |

|                            |           |  |
| Tontodonati 52’ Cavone 87’ | Marcatori |  |

| Arbitro: | Pizzato (Mestre) |

|                                  |           |                        |
| Tieghi 15’ V. Mazzola 67’ (rig.) | Marcatori | 19’ (rig.) Tontodonati |

| Arbitro: | Savio (Torino) |

|  |           |                 |
|  | Marcatori | 56’, 59’ Cavone |

| Arbitro: | Gamba (Napoli) |

|              |           |  |
| Tavellin 40’ | Marcatori |  |

| Arbitro: | Bellè (Venezia) |

|             |           |  |
| Verdeal 48’ | Marcatori |  |

#### Girone di ritorno
| Arbitro: | Tassini (Verona) |

|  |           |            |
|  | Marcatori | 11’ Cavone |

| Bari 23 febbraio 1947 21ª giornata | Bari             | 0 – 0 referto | Modena | Stadio della Vittoria\| Arbitro: \| Silvano (Torino) \| |
| Arbitro:                           | Silvano (Torino) |               |        |                                                         |

| Bari 2 marzo 1947 22ª giornata | Bari           | 0 – 0 referto | Brescia | Stadio della Vittoria\| Arbitro: \| Pera (Firenze) \| |
| Arbitro:                       | Pera (Firenze) |               |         |                                                       |

| Arbitro: | Matucci (Seregno) |

|             |           |  |
| Carraro 70’ | Marcatori |  |

| Arbitro: | Bernardi (Bologna) |

|            |           |  |
| Coscia 65’ | Marcatori |  |

| Arbitro: | Zilli (Reggio Emilia) |

|                    |           |            |
| Maestrelli 9’, 20’ | Marcatori | 20’ Picchi |

| Arbitro: | Camiolo (Milano) |

|  |           |                |
|  | Marcatori | 38’ Korostelev |

| Arbitro: | Dellarole (Roma) |

|                            |           |  |
| Kincses 39’, 67’ Salvi 85’ | Marcatori |  |

| Arbitro: | Carpani (Milano) |

|             |           |                           |
| Renosto 71’ | Marcatori | 40’ Orlando 53’ Pellicari |

| Arbitro: | Gemini (Roma) |

|                               |           |             |
| Spadavecchia 65’ Tavellin 83’ | Marcatori | 78’ Fiorini |

| Arbitro: | Poggipollini (Ferrara) |

|                                          |           |                 |
| Santamaria 14’, 70’ Busani 50’, 85’, 86’ | Marcatori | 80’ Tontodonati |

| Arbitro: | Balestrino (Oneglia) |

|                        |           |                 |
| Taiti 20’ Cappello 63’ | Marcatori | 21’ Tontodonati |

| Arbitro: | Vannini (Bologna) |

|             |           |               |
| Orlando 30’ | Marcatori | 15’, 90’ Muci |

| Arbitro: | Marchetti (Milano) |

|                          |           |  |
| Tavellin 78’ Orlando 86’ | Marcatori |  |

| Arbitro: | Camiolo (Milano) |

|                           |           |  |
| Schiavetti 16’ Amadei 31’ | Marcatori |  |

| Bari 15 giugno 1947 35ª giornata | Bari              | 0 – 0 referto | Torino | Stadio della Vittoria\| Arbitro: \| Vannini (Bologna) \| |
| Arbitro:                         | Vannini (Bologna) |               |        |                                                          |

| Arbitro: | Bellè (Venezia) |

|  |           |                                    |
|  | Marcatori | 27’, 60’ Carapellese 43’ Puricelli |

| Arbitro: | Scotto (Savona) |

|                       |           |  |
| Magli 51’ Badiali 61’ | Marcatori |  |

| Arbitro: | Orlandini (Roma) |

|                  |           |  |
| Tavellin 8’, 14’ | Marcatori |  |

## Statistiche

### Statistiche di squadra
| Competizione | Punti | In casa | In casa | In casa | In casa | In casa | In casa | In trasferta | In trasferta | In trasferta | In trasferta | In trasferta | In trasferta | Totale | Totale | Totale | Totale | Totale | Totale | DR  |
| Competizione | Punti | G       | V       | N       | P       | Gf      | Gs      | G            | V            | N            | P            | Gf           | Gs           | G      | V      | N      | P      | Gf     | Gs     | DR  |
| ------------ | ----- | ------- | ------- | ------- | ------- | ------- | ------- | ------------ | ------------ | ------------ | ------------ | ------------ | ------------ | ------ | ------ | ------ | ------ | ------ | ------ | --- |
| Serie A      | 38    | 19      | 11      | 4       | 4       | 21      | 13      | 19           | 5            | 2            | 12           | 12           | 35           | 38     | 16     | 6      | 16     | 33     | 48     | -15 |

### Statistiche dei giocatori
| Giocatore       | Serie A  | Serie A |
| Giocatore       | Presenze | Reti    |
| --------------- | -------- | ------- |
| E. Battistelli  | 1        | 0       |
| F. Capocasale   | 38       | 0       |
| A. Carlini      | 36       | 1       |
| S. Cavone       | 22       | 7       |
| L. Costagliola  | 37       | -48     |
| O. Fusco        | 34       | 0       |
| P. Giammarco    | 38       | 0       |
| J. Hrotko       | 16       | 0       |
| I. Isetto       | 17       | 0       |
| L. Lenzi        | 5        | 0       |
| T. Maestrelli   | 26       | 2       |
| V. Orlando      | 11       | 3       |
| G. Pellicari    | 21       | 1       |
| S. Pipan        | 1        | 0       |
| A. Ragona       | 4        | 0       |
| A. Spadavecchia | 33       | 5       |
| G. Tavellin     | 35       | 8       |
| M. Tontodonati  | 38       | 6       |